# گروسبک (تگزاس)
گروسبک، تگزاس(به انگلیسی: Groesbeck, Texas) شهری در ایالت تگزاس از ایالات جنوبی ایالات متحده آمریکا است. در سرشماری سال ۲۰۰۰، جمعیت این شهر ۴۲۹۱ نفر اعلام شد.